# Qt Extended
Qt Extended (называемое Qtopia до 30 сентября, 2008) — платформа[прояснить] для мобильных и встраиваемых устройств, построенных на базе Linux-систем — КПК, проекторов и мобильных телефонов. Разработано компанией Qt Software при поддержке Digia.

## Возможности
Возможности Qt Extended:
- Оконная система
- Фреймворк для синхронизации
- Окружение для разработчиков
- Поддержка локализации
- Игры и мультимедиа
- Органайзер
- Полноэкранное письмо «от руки»
- Методы ввода
- Настройки персонализации
- Офисные приложения
- Интернет-приложения
- Интеграция Java
- Поддержка беспроводной связи

Qt Extended использует схему двойного лицензирования — GPL и проприетарные лицензии.

## Устройства
На 2006 год, Qtopia работала на нескольких миллионах устройств, включая 11 моделей мобильных телефонов и 30 других карманных устройств.
Модели включают — серию Linux-КПК Sharp Corporation Zaurus , Sony mylo, КПК Archos (PMA430) (мультимедийное устройство), Gamepark Holdings GP2X,
Greenphone («открытый телефон»), Pocket PC, телефоны FIC Openmoko: Neo 1973 и FreeRunner. Неофициальный хак даёт возможность использования на Archos wifi (серия портативных мультимедийных проигрывателей) 604, 605, 705 и на нескольких моделях телефонов Motorola, таких как E2, Z6, ZN5 и A1200. ZTE U980 был последним телефоном, работающим на Qt Extended.

## Разработка программ
Нативные приложения могут быть разработаны и скомпилированы с помощью C++. Управляемые приложения могут быть разработаны на Java.

## Прекращение разработки
3 Марта 2009 года, Qt Software объявила о прекращении разработки Qt Extended как отдельного продукта, интегрировав некоторые функции напрямую в Qt Framework.

## Qt Extended Improved
Qt Software закрыла проект Qt Extended, но, так как он был свободным, сообщество создало форк, названный Qt Extended Improved и продолжило разработку, создав новую домашнюю страницу.